# Ramona (pel·lícula)
|  | Per a altres significats, vegeu «Ramona (pel·lícula de 1910)». |

 Ramona és un film estatunidenc dirigit per Henry King i estrenat el 1936. És la quarta adaptació cinematogràfica de la novel·la de Helen Hunt Jackson Ramona: a Story (1884), després de les de D. W. Griffith, de Donald Crisp i d'Edwin Carewe; és també la primera parlada i en color.

## Argument
El 1870, la jove Ramona (Loretta Young) acaba de deixar el convent per anar a un ranxo del sud de Califòrnia, on viuen la seva tia i el seu cosí Felipe (Kent Taylor). S'enamora de l'indi Alejandro (Don Ameche), que ha baixat de la vall de Temecula per a l'esquella dels xais. Però la vida no és fàcil per als indis, ni tan sols catòlics: després del seu matrimoni, els seus esforços per fundar una llar estable xocaran amb la brutalitat i amb la cobdícia dels colons anglosaxons.

## Repartiment
- Loretta Young: Ramona
- Don Ameche: Alessandro
- Kent Taylor: Felipe Moreno
- Pauline Frederick: Señora Moreno
- Jane Darwell: Tia Ri Hyar
- Katherine DeMille: Margarita
- Victor Kilian: Pare Gaspara
- John Carradine: Jim Farrar
- J. Carrol Naish: Juan Can
- Pedro de Cordoba: Pare Salvierderra
- Charles Waldron: Dr. Weaver
- Claire Du Brey: Marda
- Russell Simpson: Scroggs